# Notocelis maculata
Notocelis maculata är en plattmaskart som först beskrevs av Karling, Mack-Fira och Doerjes 1972.  Notocelis maculata ingår i släktet Notocelis och familjen Otocelididae. Inga underarter finns listade i Catalogue of Life.